# Растко Пурић
Растко Пурић, рођен је 1903. године у Новој Вароши, после завршене гимназије у Чачку студирао је право у Београду. Службовао је у Македонији бавећи се социјалном политиком. У Скопљу је објави песничку збирку Дрхтаји (1931), као и књиге Установе за социјално старање (1932), Наличја - социјални проблеми (1934), Работнички југ (1937).
Умро је у Београду 1981.